# Карандєєв Віссаріон Віссаріонович
Віссаріо́н Віссаріо́нович Карандє́єв (рос. Виссарион Виссарионович Карандеев; 5 (17) лютого 1878, Москва — 16 квітня 1916, Кам'янець-Подільський) — російський мінералог і кристалограф.
Приват-доцент кафедри мінералогії Московського університету (1910—1911). Професор мінералогії та кристалографії Московських вищих жіночих курсів (1910—1916).

## Біографія
1897 року закінчив із золотою медаллю 5-у Московську гімназію. Того ж року вступив на природниче відділення фізико-математичного факультету Московського університету. 1903 року закінчив університет по кафедрі мінералогії з дипломом першого ступеня. Карандєєва залишили при університеті. Його учителем був академік Володимир Вернадський.
У Московському університеті був спочатку асистентом (1903), а потім приват-доцентом, організував лабораторію термічного аналізу. В Московському університеті читав лекції з мінералогії та кристалооптики. 1911 року разом із Володимиром Вернадським покинув університет після акції протесту проти порушення прав вищої школи .
Від 1910 року до кінця життя був професором Московських вищих жіночих курсів. 1915 року пішов на фронт як представник Всеросійського земського союзу.
Помер у Кам'янці-Подільському від висипного тифу.

## Наукова діяльність
Опублікував 12 наукових праць.
Головний інтерес був спрямований на вивчення оптичних властивостей у кристалах і на термічний аналіз. Вивчав обертання площини поляризації двохосьових кристалів і сконструював спеціальний прилад для спостереження за цим явищем.
Лекції з мінералогії будував з урахуванням досягнень у галузі фізичної хімії. Розглядав мінералогію як хімію земної кори, а мінерал — як продукт складного хімічного процесу, який висвітлював із точки зору законів фізичної хімії.